# بيتر جريج
بيتر جريج (بالإنجليزية: Peter Gregg)‏ هو عازف قيثارة أمريكي، ولد في 6 مارس 1951.